# 阮小二

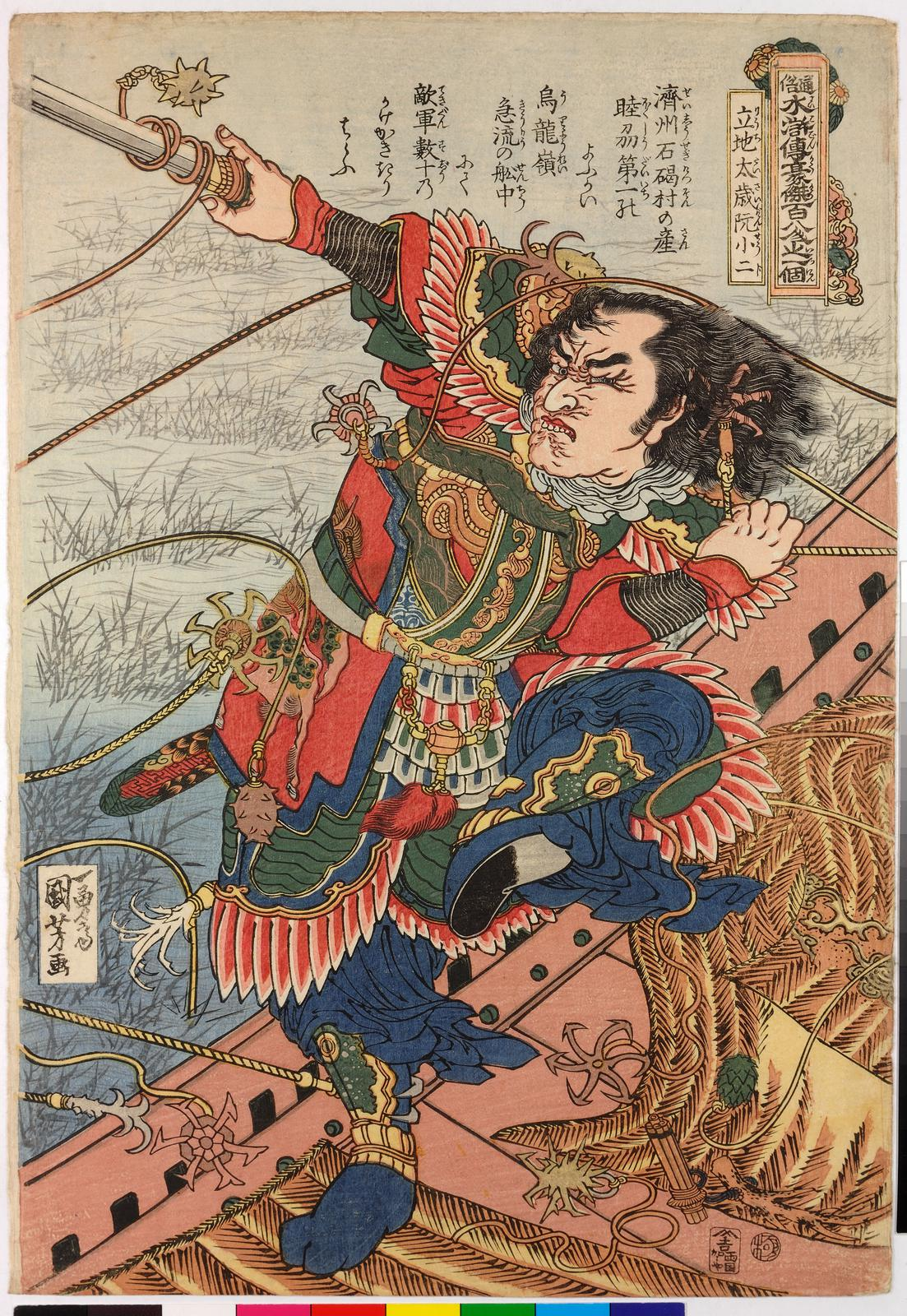
阮小二

阮 小二（げん しょうじ、Ruǎn Xiǎoèr）は中国の小説で四大奇書の一つである『水滸伝』の登場人物。
梁山泊第二十七位の好漢。天剣星の生まれ変わり。渾名は立地太歳（りっちたいさい）。阮三兄弟の長兄。弟の阮小五、阮小七とともに漁師をしており、年は20代、胸板は厚く筋骨隆々とした偉丈夫。渾名の立地大歳とは、立地は即座という意味、太歳というのは太歳の七殺として畏れられた架空の凶星のこと。この事から近隣から恐れられる荒くれ漁師であることが解るが、客人の呉用の顔を立てようとしたり、母親の簪を取り上げて博打に行った阮小五を怒鳴りつけるなど、弟達に比べ長男らしく節度を重んじ、なにかと暴走しがちな弟達の制止役を務めている。兄弟の中で唯一の妻子持ちである（子供の性別は本編中では不明だが『説岳全伝』では息子、京劇・南劇等では娘である）。

## 生涯
梁山泊に程近い石碣村の漁師の長男として生まれた。弟達と共に漁で生計を立てていたが、厳しい税の取立てや、梁山泊の山賊のせいで暮らしは厳しく、まともに仕事をするのも馬鹿馬鹿しいと考えた彼は闇商売に手を出すなどゴロツキのような生活をしていたが、いつかでかい事をしてやろうと考えていた。
ある日、近隣でも知恵者として名高い呉用が訪ねて来た。三人は生活の窮状をこぼし、腕を振るう場所がないと嘆くと、呉用はある作戦を切り出した。彼が言う事には、東渓村の庄屋晁蓋が北京の梁世傑が都の宰相蔡京に贈る十万貫の賄賂を奪う計画を立てており、それに協力して欲しいのだという。小二達は晁蓋が立派な人物であると聞いていたし、力を持て余していたので、喜んで協力することにした。
その後、計画は見事成功。阮小二は母と妻子、漁師仲間を連れ晁蓋たちとともに官憲の追及を逃れて梁山泊へ逃げ込み、クーデターを起こし元の首領を討った林冲の手によって晁蓋が新たな首領となり、阮小二らも頭領に名を連ねた。その直後攻めて来た州の討伐隊を兄弟と共に漁師の経験と梁山泊の地形を利用した水上戦で翻弄、全滅させた。その後も兄弟共々水軍の要として働き、官軍の凌振率いる大砲部隊を壊滅させるなど活躍したが、関勝との戦いでは抜け駆けで捕まった張横を救出するため独断で出陣、罠にかかって小七が捕まってしまうなど失敗もした。
百八星終結後も引き続き水軍頭領の一人として活躍するが、朝廷の帰順には他の絶対反対の姿勢を取る。しかし結局梁山泊は朝廷に帰順、阮小二も渋々これを受け入れ官軍として要所要所で働くが、弟や他の水軍頭領ともども宋江に不満をぶちまけるなど最後まで朝廷への不信感を露にしていた。
方臘との戦いでは他の弟たちとともに河川の多い江南という地勢のため活躍したが、烏竜嶺の河上戦で敵の火攻めに遭い、敗戦。阮小二は水中に逃げ込もうとするが敵の鉤縄に引っ掛けられ、敵に捕まるよりはと小刀で首を掻き切り自害した。